# Бандар ибн Халид Аль Сауд
Банда́р ибн Хали́д Аль Сау́д (араб. بندر بن خالد آل سعود‎; род. 1965, Эр-Рияд) — саудовский принц, предприниматель, филантроп и меценат.

## Биография

### Происхождение и образование
Бандар ибн Халид родился в 1965 году в семье принца Халида ибн Фейсала Аль Сауда и его супруги Аль Ануд бинт Абдалла бинт Мухаммад Аль Сауд. Он является одним из многих внуков короля Фейсала ибн Абдул-Азиза, правившего страной в 1964—1975 годах.
В 1988 году закончил Университет нефти и полезных ископаемых короля Фахда, получив образование в области компьютерных наук. Затем он продолжил своё образование, получив степень магистра искусств в области международного управления бизнесом в Школе Флетчера при Университете Тафтса.

### Деятельность
С 1993 года принц является генеральным секретарём Фонда короля Фейсала, который был назван в честь его деда. Фонд является одной из крупных благотворительных организаций в мире и занимается рядом благотворительных проектов.
Помимо благотворительности, принц известен как бизнесмен, возглавляющий несколько компаний, среди которых Bas Global, Investment Company, Trends Company и Al Khozama, крупная компания, которая занимается туризмом и гостиничным бизнесом, и является одной из ведущих в стране в этой отрасли.
В апреле 2010 года принц Бандар был назначен вице-президентом по живописи и меценатству, должность которого он занимает и по сей день.

## Семья
Принц Бандар ибн Халид женат на принцессе Нуф бинт Мухаммад Аль Сауд, у них 4 детей (2 сына и 2 дочери).